# Nataša Ninković
Pour les articles homonymes, voir Ninković.
Nataša Ninković, née le 22 juillet 1972 à Trebinje, alors Yougoslavie, est une actrice de Bosnie-Herzégovine.

## Biographie
Mariée à Nenad Sarenac (2 enfants)
Lors de sa formation à l'Académie des arts dramatiques de Belgrade, elle a été camarade de promotion de Vojin Cetkovic, Sergej Trifunovic, Nebojsa Glogovac, Danijela Mihajlovic et Boris Pingovic.

## Filmographie partielle

### Cinéma
- 1993 : Tri karte za Holivud : Lucija
- 1998 : Savior : Vera
- 2000 : Rat uzivo (en) : Lola (autre titre : War Live)
- 2003 : Profesionalac : Marta (aux États-Unis : The Professional)
- 2005 : Imam nesto vazno da vam kazem (en) : Majka
- 2005 : Ivkova slava (en) : Paraskeva ... Ivkova zena
- 2005 : Made in YU : Marija
- 2007 : Le Piège (Klopka) : Marija
- 2008 : Landscape No.2 (Pokrajina St.2) : Ruzica
- 2009 : Hitna pomoc
- 2010 : Neke druge price : Milena (chapitre Srpska prica)
- 2012 : Smrt coveka na Balkanu (en) : Nada
- 2020 : Dara of Jasenovac

### Télévision
- 2005 : Idealne veze (2005) série télévisée : Tamara
- 2008 - 2009 : Ulica lipa (série télévisée) : Saska (16 épisodes)
- 2009 : Ranjeni orao (en) : Vukica
- 2012 - 2013 : Jaogdici (série télévisée) : Borjana Vranjes (11 épisodes)
- 2012 - 2014 : Folk (série télévisée) :  Ljubinka Andjelkovic (16 épisodes)

## Distinctions
- 1998 : Meilleure actrice au Festival international du film de Sochi pour Savior[1]
- 2008 : Prix de la meilleure comédienne au Festival international du film policier de Liège pour Le Piège (Klopka)